# Бркляча, Марио
Ма́рио Бркля́ча (хорв. Mario Brkljača; 7 февраля 1985, Загреб) — хорватский футболист, полузащитник.

## Карьера
Марио Бркляча начинал свою карьеру в «Загребе». Зимой в сезоне 2008/09 он присоединился к сплитскому «Хайдуку», выступающему в высшем дивизионе Хорватии.
8 августа 2009 года, после успешного выступления за «Хайдук», он был арендован итальянским клубом «Кальяри». Однако в новой команде не провёл ни одного матча и вернулся обратно.
В конце декабря 2011 года стало известно, что Бркляча подписал контракт с «Сибирью».
В январе 2014 года перешёл в австрийский «Маттерсбург». После ухода из «Маттерсбурга» оставался в течение полугода без команды. В январе 2015 года присоединился к ЦСКА из Софии.
24 сентября 2015 года на правах свободного агента подписал контракт с «Крка».